# Heo Beom-san
Đây là một tên người Triều Tiên, họ là Heo.
Heo Beom-San  (tiếng Hàn: 허범산; sinh ngày 14 tháng 9 năm 1989) là một cầu thủ bóng đá Hàn Quốc thi đấu ở vị trí tiền vệ thi đấu cho Asan Mugunghwa ở K League 2.

## Thống kê sự nghiệp câu lạc bộ
Tính đến 30 tháng 5 năm 2017
| Thành tích câu lạc bộ | Thành tích câu lạc bộ | Thành tích câu lạc bộ | Giải vô địch | Giải vô địch | Cúp           | Cúp           | Play-off | Play-off  | Liên lục địa | Liên lục địa | Tổng cộng | Tổng cộng |
| Mùa giải              | Câu lạc bộ            | Giải vô địch          | Số trận      | Bàn thắng    | Số trận       | Bàn thắng     | Số trận  | Bàn thắng | Số trận      | Bàn thắng    | Số trận   | Bàn thắng |
| Hàn Quốc              | Hàn Quốc              | Hàn Quốc              | Giải vô địch | Giải vô địch | Cúp Liên đoàn | Cúp Liên đoàn | Play-off | Play-off  | Châu Á       | Châu Á       | Tổng cộng | Tổng cộng |
| --------------------- | --------------------- | --------------------- | ------------ | ------------ | ------------- | ------------- | -------- | --------- | ------------ | ------------ | --------- | --------- |
| 2012                  | Daejeon               | K League 1            | 8            | 1            | 1             | 0             | -        | -         | -            | -            | 9         | 1         |
| 2013                  | Daejeon               | K League 1            | 29           | 0            | 0             | 0             | -        | -         | -            | -            | 29        | 0         |
| 2014                  | Jeju                  | K League 1            | 1            | 0            | 0             | 0             | -        | -         | -            | -            | 1         | 0         |
| 2015                  | Jeju                  | K League 1            | 16           | 0            | 2             | 0             | -        | -         | -            | -            | 18        | 0         |
| 2016                  | Gangwon               | K League 2            | 37           | 3            | 0             | 0             | 2        | 0         | -            | -            | 39        | 3         |
| 2017                  | Busan IPark           | K League 2            | 13           | 1            | 1             | 0             | 0        | 0         | -            | -            | 14        | 1         |
| Tổng cộng sự nghiệp   | Tổng cộng sự nghiệp   | Tổng cộng sự nghiệp   | 104          | 5            | 4             | 0             | 2        | 0         | 0            | 0            | 110       | 5         |